# Antonio Bertola (ciclista)
Antonio Bertola, (Sossano, 25 de enero de 1914 - Buenos Aires, 21 de junio de 1967) fue un ciclista italiano, profesional entre 1935 y 1948 cuyos mayores éxitos deportivos los obtuvo en la Vuelta a España donde quedó tercero y obtuvo dos victorias de etapa en la edición de 1936.
Al comienzo de la Segunda Guerra Mundial, emigró junto con su hermano a Argentina donde terminó su carrera deportiva. En este país se nacionalizó argentino y ganó tres veces los Seis días de Buenos Aires y dos veces el Campeonato de Argentina en Ruta.

## Palmarés
| 1936 - 3.º en la Vuelta a España, más 2 etapas 1937 - 1 etapa de la Vuelta a Marruecos 1939 - 1 etapa del Tour du Sud-Est 1941 - Campeonato de Argentina en Ruta | 1942 - Seis días de Buenos Aires 1943 - Campeonato de Argentina en Ruta 1947 - Seis días de Buenos Aires 1948 - Seis días de Buenos Aires |

## Resultados en Grandes Vueltas y Campeonatos del Mundo
Durante su carrera deportiva consiguió los siguientes puestos en las Grandes Vueltas y en los Campeonatos del Mundo en carretera:
| Carrera         | 1936 | 1937 | 1938 | 1939 | 1940 | 1941 | 1942 | 1943 | 1944 | 1945 | 1946 | 1947 |
| --------------- | ---- | ---- | ---- | ---- | ---- | ---- | ---- | ---- | ---- | ---- | ---- | ---- |
| Giro de Italia  | -    | 37.º | -    | -    | -    | X    | X    | X    | X    | X    | -    | -    |
| Tour de Francia | -    | -    | -    | -    | X    | X    | X    | X    | X    | X    | X    | -    |
| Vuelta a España | 3.º  | X    | X    | X    | X    | -    | -    | X    | X    | -    | -    | -    |
| Mundial en Ruta | -    | -    | -    | X    | X    | X    | X    | X    | X    | X    | -    | -    |

-: no participa 

Ab.: abandono